# Ulla Engeberg Killias
Ulla Engeberg Killias (* 19. Dezember 1945 in Stockholm; † 7. Juni 1995 in Glarus) war eine aus Schweden stammende Kunstmalerin, die zuletzt in der Schweiz lebte.

## Leben und Wirken
Nach bestandener Maturität in Stockholm absolvierte sie eine Ausbildung im Bereich des Malens und des Zeichnens. 1965 kam sie erstmals in die Schweiz und studierte bis 1975 Kunstgeschichte und Germanistik an der Universität Zürich und absolvierte ein Praktikum im Bereich der Kinderpsychologie.
Sie heiratete Heinrich Sattler, adoptierte mit ihm zwei Kinder und übernahm den Posten einer leitenden Erzieherin in der therapeutischen Jugendsiedlung Schloss Hahnberg in St. Gallen. Gleichzeitig folgte eine Weiterbildung des Zeichnens und des Malens an der Städelschule Frankfurt und an der Schule für Gestaltung Wilhelmsbad-Hanau.

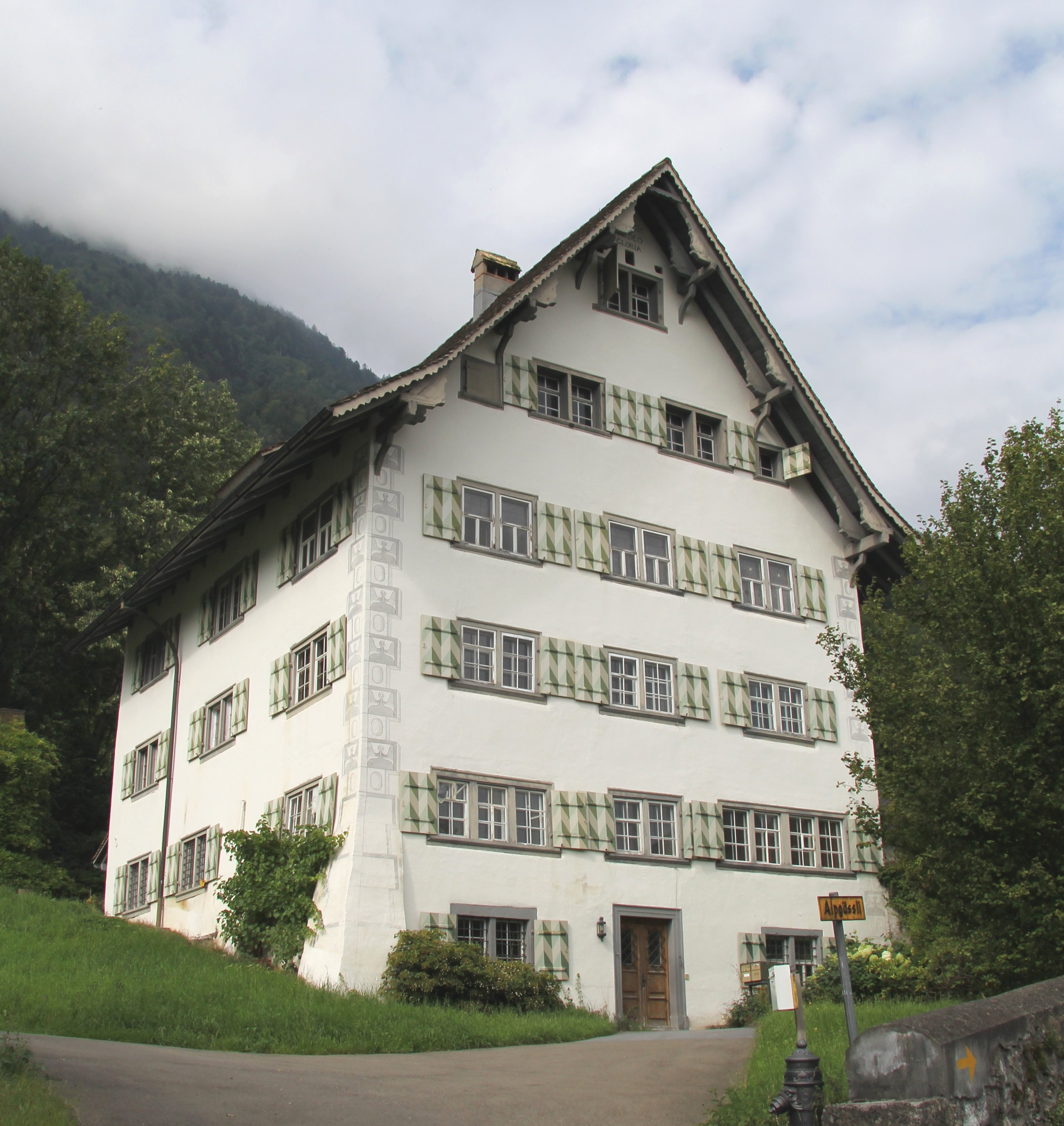
Das Miltsche Ritterhaus in Bilten

Nach der Scheidung von Heinrich Sattler heiratete sie 1977 Heinz Killias und bewohnte seither mit ihm das Miltsche Ritterhaus an der Elsenerstrasse in Bilten. Als freischaffende Malerin wurde sie mit der Restaurierung dieses unter Denkmalschutz stehenden Wohnhauses beauftragt.
Sie trat der Gruppe Skandinavische Künstler in der Schweiz bei.
1985 erkrankte sie an Leukämie. 1986 wurde sie zur Teilnahme an der Wanderausstellung 4 Schweizer Künstler in Dänemark eingeladen. 1988 erstellte sie das Bühnenbild für die Oper «Undine» von E. T. A. Hoffmann in Mitlödi. Im selben Jahr eröffnete sie in Netstal ein Malatelier für Kinder, Jugendliche und Erwachsene. 1990 erlangte sie ihr Diplom als Malleiterin am Institut für Humanistische Kunsttherapie in Zürich. Ein zweites Malatelier, diesmal für Schüler und Lehrer, eröffnete sie im Bereich der städtischen Schule in Glarus. 1992 startete sie in Zusammenarbeit mit der Krebsliga Glarus ein Programm für Maltherapie für Krebspatienten. Im selben Jahr erlitt sie einen Leukämie-Rückfall, eröffnete aber dennoch in Zürich mit Evi Forgo ein weiteres Malatelier. Ihre letzte Einzelausstellung wurde 1994 in Seon durchgeführt. Ihre letzten Reisen führte sie – immer noch als Kunstmalerin aktiv – nach El Hierro und Castagneto Carducci.
Sie wurde auf dem Stadtfriedhof von Glarus beigesetzt.